# Desa Cisarua (administrativ by i Indonesien, lat -6,88, long 106,78)
Desa Cisarua är en administrativ by i Indonesien.   Den ligger i provinsen Jawa Barat, i den västra delen av landet, 70 km söder om huvudstaden Jakarta.